# إيفا ديكسون
وُلدت إيفا ديكسون السويدية الأصل في قصر ستينجي، سيغتونا 8 مارس 1905، وتوفيت في العاصمة العراقية بغداد، في مارس 1938. تتمتع إيفا بروح المغامرة والاستكشاف، وكانت من هواة القيادة، وتميزت بكونها أول امرأة عبرت الصحراء بالسيارة وبأنها أول سائقة رالي في السويد عام 1925، وفي الوقت نفسه، كانت ثالث طيارة سويدية عام 1923، وأخيرًا كاتبة تتحدث عن كل مغامراتها ورحلاتها.

## الحياة المُبكّرة
ولدت إيفا ديكسون في عائلة ثرية، والدها ألبرت ليندستروم من أثرى الأثرياء في وقته، إذ كان يدير مزارع الخيول لتربية الخيول، وعاش مع زوجته ماريا في قلعة ليونغ. تزوجت إيفا في عام 1925 من سائق الرالي المشهور أولوف ديكسون، حفيد جيمس ديكسون، ولسوء الحظ انفصلا في عام   1932، لأن أولوف كان مستاءً لغياب إيفا الدائم وانشغالها برحلاتها الطويلة والمتكررة. حظيت رحلاتها باهتمام كبير واستقطبت انتباه العديد من الصحف ونشرت العديد من أدلة السفر وصفًا لتجاربها. اعتمدت إيفا على المراهنات مع مختلف أفراد المجتمعات الغنية لتدبر أمورها المالية.

## المسيرة المهنيّة
قابلت إيفا البارون  برور فون بليكسين فينيكي في عام 1932، الزوج السابق لمؤلفة كتاب «خارج إفريقيا» كارين بليكسين. التقيا في كينيا وسرعان ما وقعا في الحب. بعد لقائها مع بليكسن في عام 1932، راهنت ايفا على قيادة السيارة من نيروبي إلى ستوكهولم، وبذلك حققت الحلم لتصبح أول امرأة تعبر الصحراء بالسيارة.
عادت مع برور بليكسين إلى كينيا في عام 1934، حيث شاركت في العديد من البعثات العلمية. في العام التالي سافر كلاهما إلى إثيوبيا، حيث قامت بتغطية أزمة الحبشة بوصفها مراسلة حرب (صحفية سويدية) في ذا ويكلي جورنل،ن وغادروا إثيوبيا على بغال في رحلة طولها 2000 كيلومتر إلى كينيا.تزوج العاشقان في مدينة نيويورك في عام 1936، وقضيا شهر العسل في الإبحار حول كوبا وجزر الباهاما مع أصدقائه إرنست همنغواي وزوجته الثانية بولين. انتهت الرحلة بزيارة الزوجين همنغواي في مسقط رأسه في كي ويست.
بدأت إيفا في 3 يونيو1937 رحلة بالسيارة من ستوكهولم إلى بكين عبر طريق الحرير، لتصبح أول شخص يقود طريق الحرير، كانت هذه الرحلة من أكبر أحلامها منذ فترة طويلة، وهو شيء أرادت القيام به من قبل الاستقرار مع برور في كينيا  القيادة دون أي مرافق، جابت بها كل دول العالم وعبرت أراضي عدة من ألمانيا وبولندا، ورومانيا، إلى تركيا، وسوريا، وإيران. بعد وصولها إلى أفغانستان، نُصحت بالالتفاف عبر الهند، إذ عُد الطريق الذي تقصده خطيرًا جدًا على امرأة وحيدة. عندما وصلت إلى كلكتا، أصيبت بالمرض وعولجت بعلاج من الزرنيخ في المستشفى، ما أدى إلى تفاقم حالتها.
أدركت إيفا أنها على وشك الإفلاس، وفي أثناء وجودها في كلكتا علمت أيضًا بخبر اندلاع الحرب الصينية اليابانية الثانية، وأدركت أن طريقها المخطط إلى الصين أصبح الآن مستحيلاً، وكان عليها التخلي عن كل خططها للوصول إلى بكين، وبعد أن أنهت فترة رقودها في المستشفى، وعلى الرغم من ضعفها وعدم تشافيها بالكامل، قررت إيفا العودة إلى أوروبا، لتستمر رحلتها مدة تسعة أشهر.
وفي العراق ألفُ نائحةٍ ومصاب، تحديداً في بغداد، في آذار 1938، وفي إحدى الليالي الحالكة، كانت إيفا ضيفة في منزل أحد الأصدقاء خارج بغداد، ودعت أصدقاءها بعد تناول العشاء، ولكنها لم تعلم بأنه الوداع الأخير. وفي طريق العودة إلى الفندق الذي تقيم فيه وفي أثناء قيادتها للسيارة، ولسوء الحظ فقدت السيطرة على مقود السيارة في منحنى حاد وتحطمت، ما أدى إلى وفاتها على الفور. أبلِغ زوجها برور ببرقية فور وفاتها، وقد كان منهمكًا في رحلة سفاري، ولم يحصل على البرقية حتى عاد إلى نيروبي في 28 يوليو 1938. في ذلك الوقت، كان جسدها قد نُقلَ بالفعل إلى ستوكهولم، حيث دفنت في 22 أبريل 1938 لترقد في سلام.